# Дзукка, Анджело
Анджело Дзукка (итал. Angelo Zucca; род. 26 декабря 1955, Кальяри) — итальянский гимнаст. Участник летних Олимпийских игр 1976 года. Абсолютный чемпион Италии (1976, 1977, 1978), серебряный призёр чемпионата Италии (1974), бронзовый призёр чемпионата Италии среди юниоров (1973).

## Биография
Анджело Дзукка родился 26 декабря 1955 года в итальянском городе Кальяри. Представлял сардинский клуб «Амсикора» (итал. Amsicora Cagliari) и римский клуб «Джанкарло Брунетти» (итал. Gruppo Sportivo VV.F. "Giancarlo Brunetti" Roma).
На чемпионате мира 1974 года в Варне со сборной занял 14-е место в командном многоборье. В 1975 году завоевал две медали на Средиземноморских играх в Алжире — серебряную в командном многоборье и бронзовую в упражнениях на коне, а в личном многоборье, опорном прыжке и на брусьях занял 4-е место. В 1977 году стал 24-м в личном многоборье на чемпионате Европы в Вильнюсе
В 1976 году вошёл в состав сборной Италии на летних Олимпийских играх в Монреале. Выступал в личном многоборье, где поделил 66-67-е места, набрав в полуфинале 106,50 балла и уступив 1,60 балла худшему из попавших в финал Маурицио Монтези из Италии. Лучший результат показал в упражнениях на кольцах, заняв 43-е место. В опорном прыжке занял 54-е место, в упражнениях на перекладине — 65-е, в вольных — 71-е, на брусьях — 74-е, на коне — 82-е.
В составе сборной Италии выигрывал матчевые встречи: Великобритания—Италия (1973, 1974)